# Christmas Party
Christmas Party är The Monkees trettonde studioalbum utgivet 12 oktober 2018 på skivbolaget Rhino Records. Albumet är producerat av Adam Schlesinger, förutom de två spåren som Michael Nesmith sjunger på, de är producerade av hans söner Christian och Jonathan Nesmith.
På albument medverkar samtliga fyra ursprungliga gruppmedlemmar. Davy Jones, som avled 2012, sjunger på två låtar som tidigare givits ut på ett solo-julalbum under 1990-talet. Dessa har nya musikpålägg gjorda av Schlesinger.
Precis som med det föregående albumet Good Times! har specialinbjudna låtskrivare som Andy Partridge, Rivers Cuomo, Peter Buck och Scott McCaughey bidragit med nyskrivna jullåtar.

## Låtlista
Sångare på respektive spår inom parentes 
1. Unwrap You at Christmas (Andy Partridge) (Micky Dolenz) 3:33
2. What Would Santa Do (Rivers Cuomo) (Micky Dolenz) 3:13
3. Mele Kalikimaka (Robert Alexander Anderson) (Davy Jones) 2:26
4. House of Broken Gingerbread (Michael Chabon/Adam Schlesinger) (Micky Dolenz) 2:55
5. The Christmas Song (Bob Wells/Mel Tormé) (Michael Nesmith) 3:41
6. Christmas Party (Peter Buck/Scott McCaughey) (Micky Dolenz) 3:04
7. Jesus Christ (Alex Chilton) (Micky Dolenz) 2:37
8. I Wish It Could Be Christmas Every Day (Roy Wood) (Micky Dolenz) 3:31
9. Silver Bells (Jay Livingston/Ray Evans) (Davy Jones) 3:22
10. Wonderful Christmastime (Paul McCartney) (Micky Dolenz) 3:33
11. Snowfall (Claude Thornhill) (Michael Nesmith) 2:57
12. Angels We Have Heard on High (traditionell, text av James Chadwick) (Peter Tork) 2:49
13. Merry Christmas, Baby (Lou Baxter/Johnny Moore) (Micky Dolenz) 2:56
14. Riu Chiu (Mateo Flecha) (Davy Jones/Micky Dolenz/Michael Nesmith/Peter Tork)
15. Christmas Is My Time of Year (Chip Douglas/Howard Kaylan) (Davy Jones/Micky Dolenz) [a]